# Joan Daemen
Joan Daemen (n. 1965, Hamont-Achel, Limburg, Belgia) este un inginer și criptograf belgian, cunoscut pentru inventarea, împreună cu Vincent Rijmen, a algoritmului Rijndael, care a devenit un standard de criptare simetrică denumit AES.
1. 1 2  Genealogia matematicienilor